# Fritz Korn
Fritz Korn (* 2. September 1920 in Köln; † 1994 in Falkenstein) war ein deutscher Schauspieler und Hörspielsprecher.

## Leben und Wirken
Korn erhielt nach seiner Bühnenausbildung Engagements von Theatern in Bonn, Düsseldorf, Stuttgart und München. Er nahm auch an Kabarettaufführungen teil und trat u. a. zehn Jahre lang beim Münchner Kabarett Die Zwiebel auf. Ferner ging er auf Gastspieltourneen, machte Hörfunk und übernahm Aufgaben bei der Synchronisation fremdsprachiger Filme. Im Regionalprogramm des deutschen Fernsehens hatte er mit Florian, der Blumenfreund zeitweilig ein eigenes Format zum Thema Blumenpflege.
Seit Beginn des bundesrepublikanischen Fernsehzeitalters (1953) vor der Kamera stehend, verkörperte Korn oftmals einfache Leute aus dem Volk wie einen Portier, einen Cellisten, einen Adjutanten, einen Diener, aber auch Direktoren und Ministerialbeamte. In dem Kinoklamauk Zwei Rebläuse auf dem Weg zur Loreley spielte er 1974 eine sehr seltene Hauptrolle. Seinen letzten Fernsehauftritt absolvierte der gebürtige Kölner 1981 in dem ersten Schimanski-Tatort Duisburg-Ruhrort.
Korn wurde auf dem Münchner Nordfriedhof (Flur 196-1-80) beigesetzt.

## Filmografie
- 1953: Globetrotteleien
- 1958: Wir Wunderkinder
- 1960: 15 Jahre Frieden
- 1961: Unternehmen Kummerkasten (Fernsehserie, eine Folge)
- 1961: Lauter Lügen
- 1962: Komische Geschichten mit Georg Thomalla (Fernsehserie, eine Folge)
- 1962: Die Flucht
- 1962: Zaubereien oder Die Tücke des Objekts
- 1963: Immer emsig
- 1963: Kein Krieg für Amédée
- 1963–1965: Das Kriminalmuseum (Fernsehserie, zwei Folgen)
- 1964: Anton, laß den Himmel runter!
- 1964: Schneider Wibbel
- 1965: Der müde Theodor
- 1965: Tausend Takte Übermut
- 1965–1967: Die seltsamen Methoden des Franz Josef Wanninger (Fernsehserie, zwei Folgen)
- 1966: Kommissar Freytag (Fernsehserie, eine Folge)
- 1966: Der Varietéstar Otto Reutter
- 1966: Ich war Schlemihl
- 1967: Casinoabend mit Damen
- 1967: Die klugen Narren
- 1967: Die Friedrich-Hollaender-Show – Eine Mars-O-Vision-Sendung
- 1967: Der nächste Herr, dieselbe Dame
- 1967: Wir feiern im voraus (Fernsehsendung – als er selbst)
- 1968: Der Staudamm (Fernsehserie)
- 1968: Die aufrichtige Lügnerin
- 1968: Ein Fall aus lauter Liebe
- 1968: Pension Schöller (Aufzeichnung aus dem Millowitsch-Theater)
- 1969: Ende eines Leichtgewichts
- 1969: Der Kommissar (Fernsehserie, eine Folge)
- 1969: Lauf doch nicht splitternackt herum
- 1970: Die Zirkusprinzessin
- 1970: Die Perle – Aus dem Tagebuch einer Hausgehilfin (Fernsehserie, eine Folge)
- 1970: Toni und Veronika (Fernsehserie)
- 1971: Tingeltangel (Mehrteiler, eine Folge)
- 1972: Das System Fabrizzi
- 1972: Pater Brown (Fernsehserie, eine Folge)
- 1973: Das letzte Paradies
- 1974: Wenn's juckt wird gejodelt
- 1974: Zwei Rebläuse auf dem Weg zur Loreley
- 1976: Freiwillige Feuerwehr (Fernsehserie, eine Folge)
- 1976: Notarztwagen 7 (Fernsehserie, eine Folge)
- 1976, 1981: Derrick (Fernsehserie, zwei Folgen)
- 1979: Grille und Ameise
- 1980: Schönes Weekend, Mr. Bennett
- 1981: Tatort: Duisburg-Ruhrort

## Hörspiele
- 1957: Rolf und Alexandra Becker: Dickie Dick Dickens (1. Staffel: 2. Folge: Ich bin nur ein kleiner Taschendieb) – Regie: Walter Netzsch
- 1958: Rolf und Alexandra Becker: Dickie Dick Dickens (1. Staffel: Folgen 3–5, 7–8 und  11–12) – Regie: Walter Netzsch
- 1959: Rolf und Alexandra Becker: Neues von Dickie Dick Dickens! (2. Staffel: 1. und 2. Folge) – Regie: Walter Netzsch
- 1959: Ingeborg Drewitz: Donnerstag, der 14. November. Eine Groteske – Regie: Walter Netzsch
- 1959: Rolf und Alexandra Becker: Gestatten, mein Name ist Cox (1. Staffel: Tod auf Gepäckschein 3311 (1. Teil: Mörder bevorzugen Blond)) – Regie: Walter Netzsch
- 1960: Rolf und Alexandra Becker: Dickie Dick Dickens – wieder im Lande (3. Staffel: 2. bis 6. Folge) – Regie: Walter Netzsch
- 1961: Irene Rosemann: Welle Ikarus antwortet nicht. Eine utopische Groteske – Regie: Walter Netzsch
- 1964: Philip Levene: Auftrag für Quentin Barnaby (1. Staffel: 2. Folge: Chance eins zu tausend) – Regie: Walter Netzsch
- 1969: Rolf und Alexandra Becker: Neue Abenteuer von Dickie Dick Dickens (4. Staffel: 1. Folge: Warum die Frau Senator ihren Verlobungstag vergessen hat) – Regie: Walter Netzsch